# Imamiterna

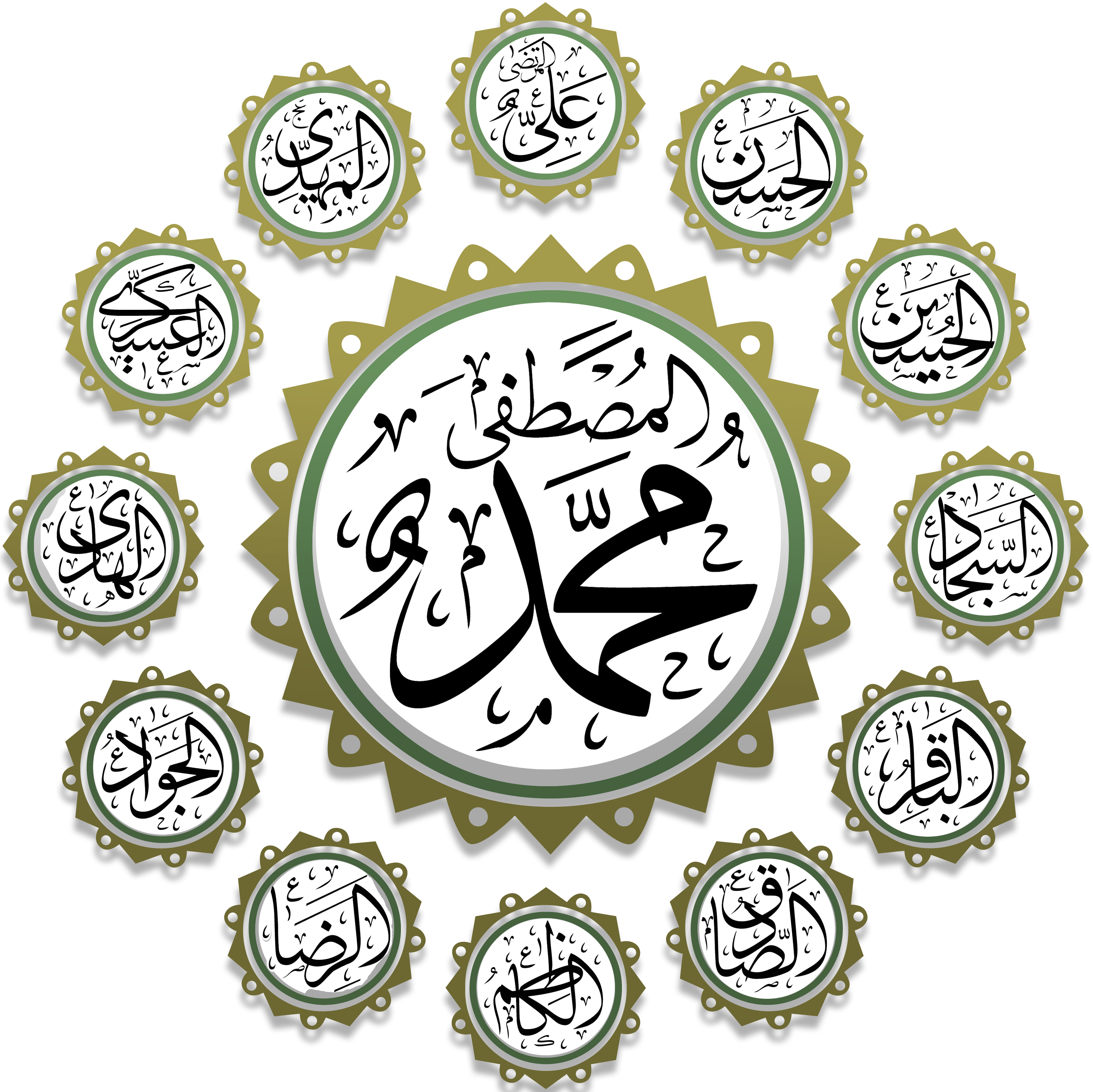
Kalligrafisk representation av de tolv imamernas namn på arabiska tillsammans med Muhammeds namn, som är i mitten.

Imamiter, tolvor eller tolvshiiter kallas anhängarna av tolv-shiitisk islam (arabiska: ithnā'-ashariyyah, med arabisk skrift: اثنا عشرية). Drygt 85 procent av världens 120 miljoner shiiter är tolvshiiter, vilket har medfört att termen shiaislam ofta behandlas som synonym med tolvshiitisk islam.
Det alternativa namnet "tolvor" härrör från deras tro på att den islamiske profeten Muhammed före sin död valde tolv imamer – den förste var Ali, profetens svärson, som valdes till vali och efterträdare i Händelsen i Ghadir Khumm. Ali skulle leda det islamiska samfundet efter honom samt på deras övertygelse om att den messianske figuren Mahdi kommer att vara identisk med den återvändande tolfte imamen Muhammad al-Mahdi al-Muntazar, vilken försvann spårlöst i en underjordisk gång som barn.
Den tolfte imamen anses idag leva ett normalt, men extraordinärt långt, liv bland människor i fördoldhet, men kommer visa sig i form av mahdin och islams och hela mänsklighetens frälsare.

## Trosuppfattningar

### Imam Mahdi och de lärdas auktoritet
Imamatets succession upphörde med den helige pojken Muhammad al-Mahdi al-Muntazars försvinnande. Det gick inte längre att utse Muhammeds rättmätige ersättare. De shiitiska imamerna löste dilemmat med frånvaron genom att hävda att imamen dolde sig; han hade inte dött utan befann sig i ghaiba. Man menar att han fortfarande har en påverkan och roll precis som när solen finns bakom molnen. Muhammad al-Mahdis försvinnande indelas i lilla ghaiba då han fortfarande meddelade sig i det fördolda via bestämda representanter, och stora ghayba är då han ännu lever i det fördolda men inte längre meddelar sig via bestämda representanter, vilket så anses vara även idag.

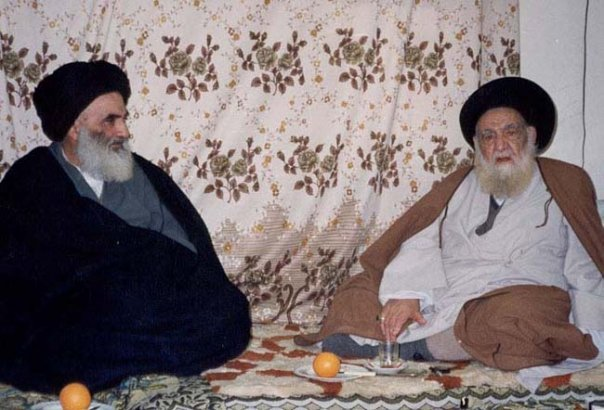
De två kända lärda ayatolla Sistani till vänster och ayatolla Khoei till höger.

I shiitisk tradition kallas den tolfte imamen för al-Mahdi eftersom tolvshiiterna tror att han kommer att återvända i framtiden för upprätta ett rättvist islamiskt samhälle, vilket ska ske under den sista tiden och innan domedagen. Till dess ska de enskilda troende i religiösa frågor låta sig ledas av en religiöst skolad man (mujtahid) – för alla är män (dock kan kvinnor bli mujtahid själva) – eller rättslärd (ulama), som efter bästa duglighet och erfarenhet ska tolka tron, dvs Koranen och den normerande traditionen (hadith) samt vissa normerande tillägg eller exempel från imamerna. De religiöst lärde har därmed en mycket stark ställning inom tolv-shiitisk islam och fungerar som en länk mellan den enskilde troende och Gud. Den främste av alla rättslärda benämns marja' al-taqlīd, ett "mönster för härmning" vars exempel de troende skall följa, Samfundet vägleds till dess av religiösa specialister (mujtahiderna), de rättslärda (ulama), medan de väntar på att ”räddaren” ska återkomma.

### Den rättslärdes förmyndarskap

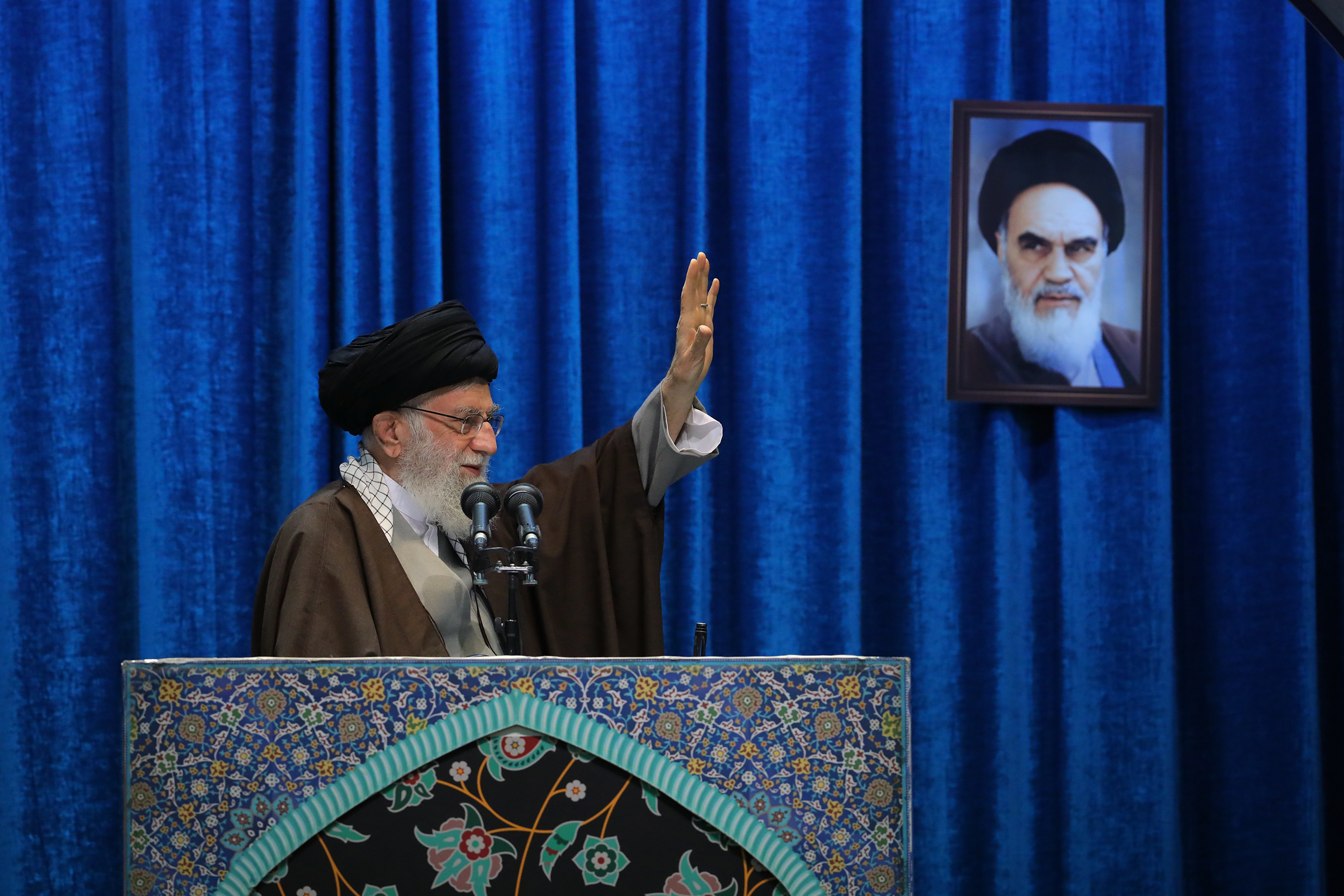
Irans högste ledare, och den rättslärde förmyndaren, ayatolla Khamenei håller tal under en fredagsbön år 2020.

Det tolvshiitiska Iran är i praktiken är ett prästvälde (en teokrati) grundad på Ruhollah Khomeinis doktrin om velayat-e faqih, (den rättslärdes förmyndarskap). Presidenten, regeringen, riksdagen och domstolsväsendet är underordnade de religiösa makthavarna, och framför allt den högste ledaren, (rahbar). Han har övergripande kontroll över landets politiska riktning och han är den högste ledaren för Irans krigsmakt. Dessutom har han enorma befogenheter när det gäller att tillsätta landets ledande makthavare, framför allt domstolsväsendets ledare och de sex präster som ingår i Väktarrådet. Vidare har prästerna i Väktarrådet (shura-ye negahban) vetorätt mot de lagar som stiftas av parlamentet, samt makten att godkänna eller diskvalificera vilka som ska få ställa upp i allmänna val.. Detta betyder inte att Iran har monopol på hur ett samhälle ska styras i frånvaro av en imam. En del shiitiska religiösa lärde har genom historien hävdat att alla former av styre utom det under en imam är olagliga.

### Kunskap om det dolda
Enligt islams heliga skrift Koranen styr Gud ensam över världen och är den som ensam kan se in i den värld som är dold för människan, förutom ifall Gud gör ett undantag och tillåter vissa personer få kunskap om det dolda. Enligt Koranen kunde en person som hade "kunskap från Boken" föra en tron från en annan plats i världen till Salomo på ett ögonblick. I vers 13:43 förstås det att det finns någon annan förutom Gud och profeten som har "Bokens kunskap". Tolvshiiterna hävdar att även de tolv imamerna har övernaturliga förmågor, och att de är högre i rang än alla profeter utom den siste profeten Muhammed.
| ” | Säg: ”Ingen i himlarna eller på jorden har kunskap om det som är dolt för människor – [ingen har denna kunskap] utom Gud.” Inte heller vet de när de skall uppväckas till nytt liv. Koranen 27:65. | „ |

| ” | Han känner det som är dolt för människor, men Han låter ingen få insikt i Sina hemligheter utom det sändebud som Han [utser till detta]. Och då sätter Han ut vakter framför och bakom sändebudet, Koranen 72:26-27. | „ |

I auktoritativa shiatexter sägs det:
| ” | Imamerna har kunskap om allt som har skett i det förflutna och om allt som kommer att ske i framtiden, och ingenting är dolt för dem. Sheikh Kulayni, al-Kafi, s. 260. | „ |

### Vördnad av heliga personligheter

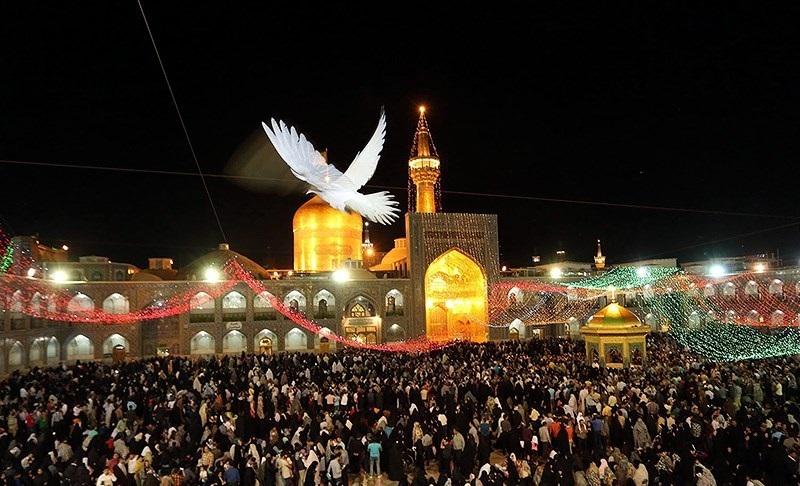
Den åttonde imamen Rezas födelsedag firas i hans helgedom i Mashhad.

Profeten Muhammed betonade genomgående att han var en vanlig, dödlig människa, som alla andra. Det gudomliga var själva uppenbarelserna han mottog och som efter hans död samlades i Koranen. Tolvshiiternas vördnad av profeten påminner emellertid om vördnad av helgon, om man ska använda ett katolskt kristet uttryck, och denna stora aktning omfattar merparten av Muhammeds familj Ahl al-Bayt. Framför alla andra blev svärsonen, den förste imamen Ali, krigaren och martyren, en okränkbar auktoritet. Även de följande imamerna blev föremål för mycket stor aktning och deras gravar blev stora pilgrimsmål, utsmyckade och så småningom försedda med stora kupoltäckta gravmoskéer. Hit vallfärdar pilgrimer och skänker gåvor med följd att de har blivit rika moskéer. Tolvshiiter vallfärdar även till platser där de tolv imamernas bröder, systrar och söner har sina gravar. Skillnaden gentemot t.ex. katoliker är emellertid viktig: det är fortfarande enbart Gud som är föremål för tillbedjan. En shiit skulle aldrig komma på tanken att be genom Ali, Husayn eller Jafar (se tawassul) på det sätt som katoliken kan vända sig till jungfru Maria, Jesu moder. 

### Utbredning i världen

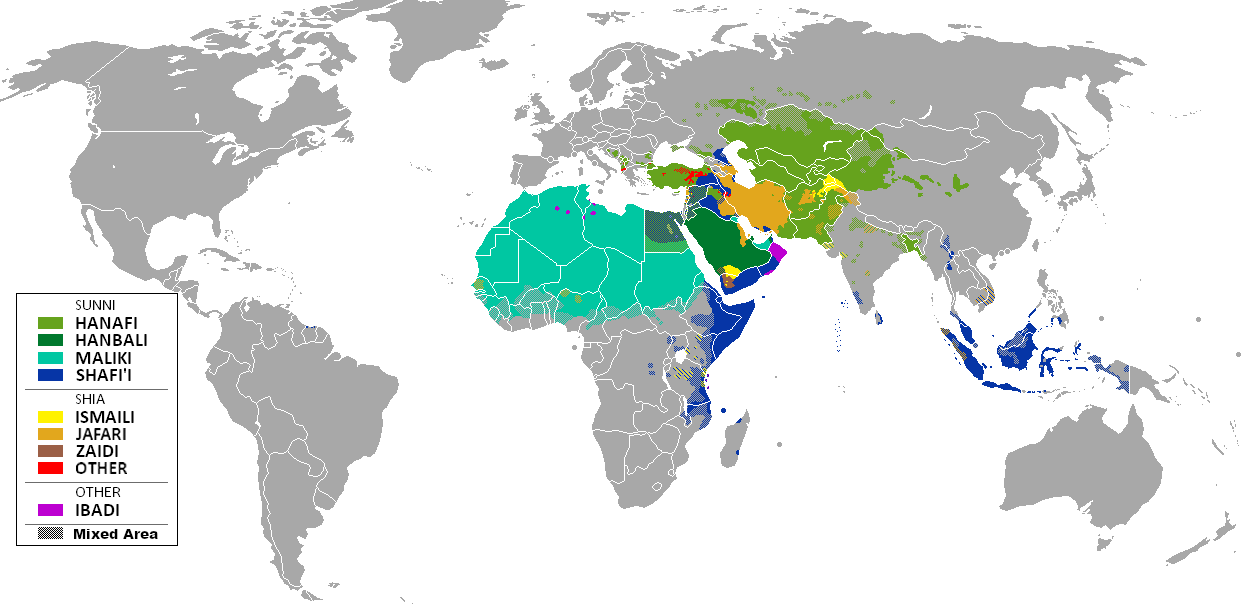
Fördelningen av den övervägande islamiska madhhaben (tankeskola inom fiqh (islamisk rättsvetenskap)) som följs i länderna och regionerna med muslimsk majoritet.

I Iran är sedan 1500-talet tolv-shiitisk islam den helt dominerande grenen av islam. I Irak är mer än hälften av invånarna tolvshiiter. Tolvshiiterna är betydande även i länder som Azerbajdzjan, Bahrain och Libanon. Aleviter i Turkiet och Albanien och alawiter i Syrien betraktar sig också som tolvshiiter, men deras trosuppfattningar skiljer sig betydligt från vanliga tolvshiiters. Den tolvshiitiska tron utgör en stor minoritet även i Indien, Pakistan,  Afghanistan, Nigeria, Tanzania, Kuwait, Qatar, Förenade Arabemiraten och Saudiarabien.  Mindre minoriteter av tolvshiiter finns även i Oman, Jemen, Egypten, Sudan, Kenya, Ghana, Senegal, Indonesien, Malaysia och i många länder i Europa och Amerika. I Sverige grundades en shiitisk moské i Trollhättan av flyktingar från Uganda under Idi Amins tid som diktator i detta land.

## Övriga shiiter
Skillnaderna mellan samfunden beror på vilka andliga ledare man klassar som imam. Ismailiterna eller "sjuskolan" är den näst största grenen inom shia, som har sitt namn efter Ismail ibn Jafar som de anser vara den rätte sjunde shiaimamen i stället för hans bror Musa al-Kazim. Ismail anses vara den siste imamen vars återkomst som mahdi, frälsare, de väntar på. En annan inriktning inom shiaislam är zayditerna (zaiddiyah), som räknar Husayns son Ali Zayn al-Abidin som den femte imamen i stället för halvbrodern Muhammad al-Baqir och som inte tillskriver imamerna några övernaturliga förmågor.

## Historik

Shiaimamernas släktträd med namn på olika inriktningar. Imamiternas tolv imamer syns till vänster i bilden.

Med de tolv imamerna menas de utvalda ättlingarna till profeten Muhammeds svärson och kusin Ali ibn Abi Talib (därtill den fjärde kalifen hos sunniterna) och dennes son Husayn ibn Ali. Alla elva av de tolv imamerna blev mördade. De tolv imamer som efterträdde profeten Muhammed var enligt imamiterna:

### De tolv imamerna
1. Ali ibn Abi Talib (mördad i Kufa 661)
2. Hasan ibn Ali, son till den förste imamen 'Ali (förgiftad i Medina 670)
3. Husayn ibn Ali eller Hossein ibn 'Ali, också son till den förste imamen 'Ali och således Hasans bror (stupade i slaget vid Karbala 680)
4. 'Ali Zayn al-'Abidin ibn Husayn eller Ali ibn Hossein eller Zain al-'Abedin, den tredje imamen Husayns son (förgiftad i Medina 694)
5. Muhammad al-Baqir eller Mohammad ibn 'Ali, den fjärde imamen Ali Zayn al-Abidins son (förgiftad i Medina 734)
6. Jafar as-Sadiq, den femte imamen Muhammads son (lärare till sunniternas imamer hanafi, hanbali, shafi och malaki; förgiftad i Medina 765)
7. Musa al-Kazim eller Musa ibn Jafar, Jafars son (tillfångatagen och mördad i ett fängelse i Bagdad av Harun al-Rashid 799)
8. 'Ali al-Rida eller 'Ali ibn Musa, den sjunde imamen Musas son (förgiftades i Mashhad av kalifen El-Mamun 818)
9. Muhammad Jawad at-Taqi eller Mohammad ibn 'Ali, den åttonde imamen 'Ali al-Ridas son (förgiftad i Bagdad av sin hustru 835)
10. Ali an-Naqi eller al-Hâdî, eller 'Ali ibn Mohammad, den nionde imamen Muhammad Jawad at-Taqis son (förgiftad i Samarra 868)
11. Hasan al-Askari eller Hassan ibn 'Ali, den tionde imamen Ali an-Naqis son (förgiftad i Samarra av den abbasidiske kalifen al-Mu'tamid 874/875)
12. Muhammad al-Mahdi al-Muntazar, son till den elfte imamen Hasan al-Askari (försvann i en källare i Samarra i Irak 879)[24]

### Alis parti

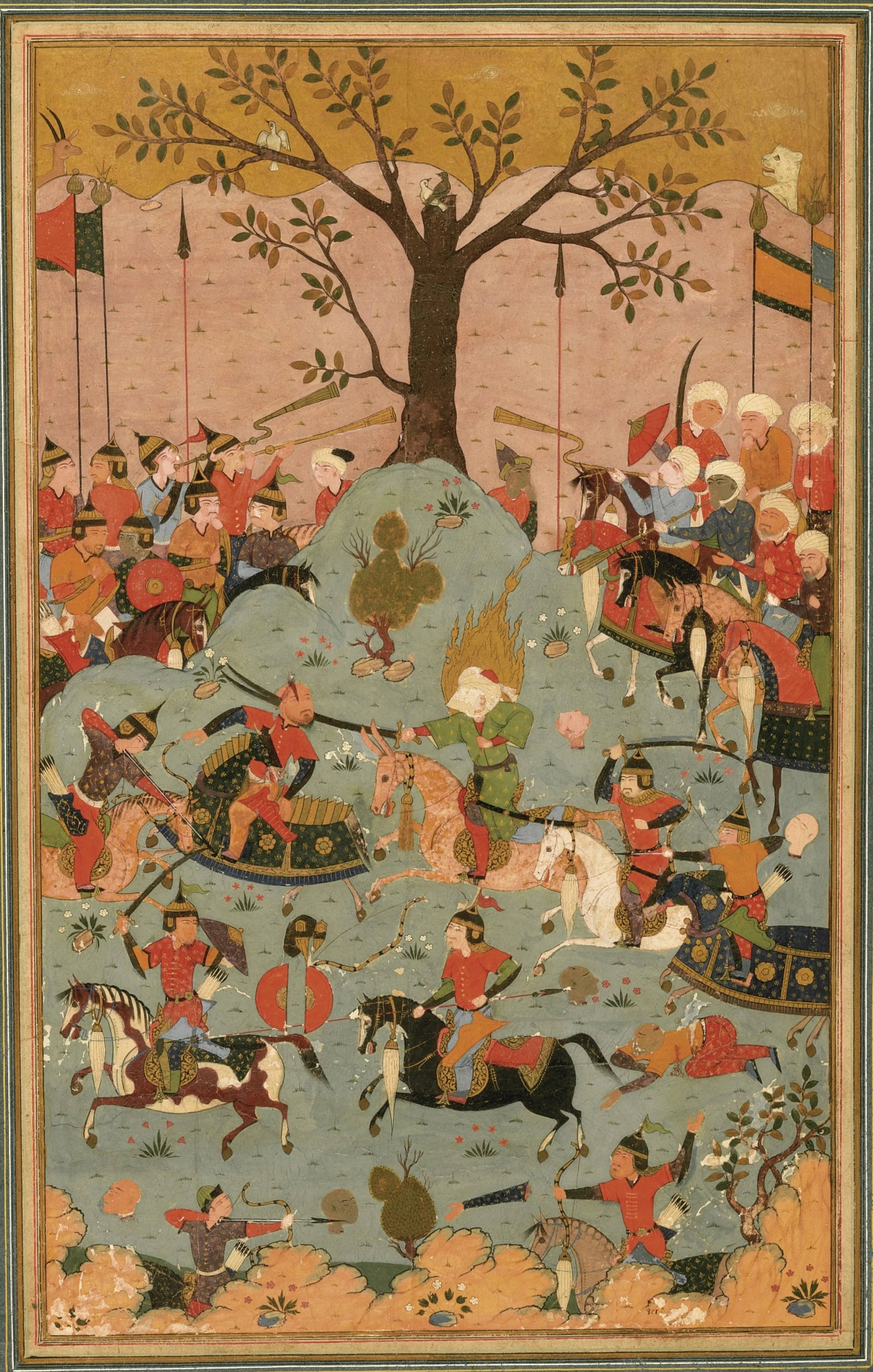
Slaget vid Siffin.

Profeten Muhammeds svärson Ali ibn Abi Talib förbigicks tre gånger vid valet av kalif (se även Efterträdandet av Muhammed). År 656 blev det hans tur, men hans fem år som kalif blev inte särskilt lyckliga. Hans auktoritet ifrågasattes bland andra av Muawiya, och de båda drabbade samman i slaget vid Siffin i Syrien år 657. År 661 mördades Ali med ett förgiftat svärd medan han bad i en moské i Kufa i Irak.  
Efter Alis död utropade sig Muawiya till kalif och valde Damaskus som sin huvudstad. Umayyaddynastin kom till makten, och skulle behålla den fram till år 750 då abbasiderna besegrade umayyaderna. Alis anhängare hade emellertid inte gett upp och Alis parti, shia, uppstod med centrum i Irak. Shiiterna opponerade mot umayyaderna i Damaskus, vilka de såg som orättmätiga innehavare av det islamiska ledarskapet.   

### Slaget vid Karbala

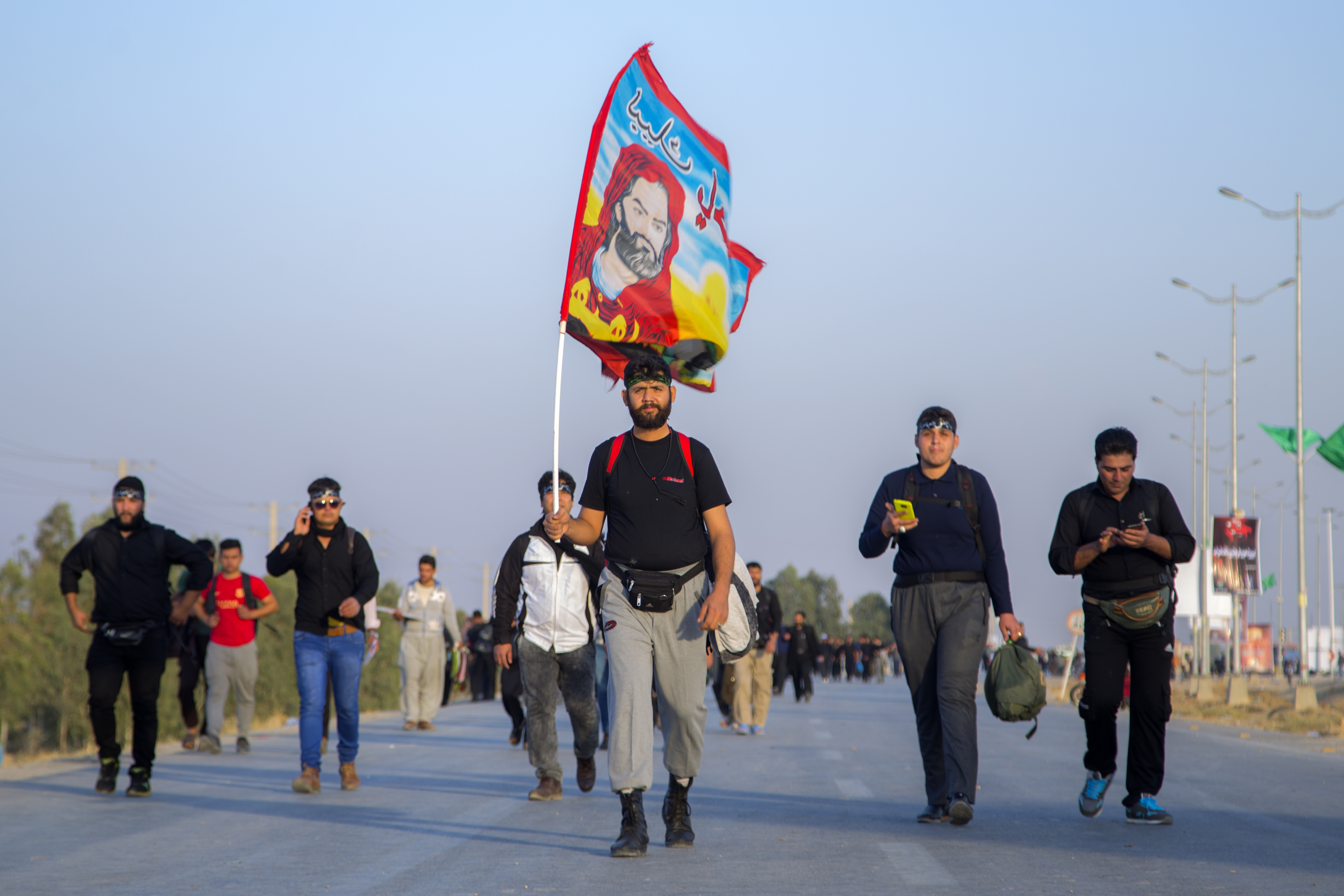
Shiamuslimsk pilgrimsvandring under arbain i Mehran, Iran, nära gränsen till Irak.

Muawiyas son Yazid drog år 680 i krig mot Alis son, Husayn, i slaget vid Karbala. Husayns lilla armé krossades och han stupade tillsammans med sina närmaste följeslagare, de 72 martyrerna. Den bittra striden förorsakade en allvarlig söndring inom islam, vars effekter är fullt påtagliga än idag.  
Shia och sunni har kommit att stå i ett fortlöpande oenighetsförhållande till varandra genom sina olika sätt att tolka historien och religionen. Husayn och martyrskapet har fått en särställning och Karbala är idag en av shias heligaste städer och ett stort pilgrimsmål. Där har koranlärda, skrivare, undervisare och olika lärda från diverse shiamuslimska rörelser haft sin bas, så även Sayyid Kazim Rashti (1793–1843), ledare för den starkt messianska och bannlysta tolvshiitiska shaykhisekten, direkta föregångare till Báb och Bahá'u'lláh, grundarna av bábítron och bahá'ítron.  
Shiiterna uppfattar således de tre första kaliferna som illegitima. Centrum i den tolv-shiitiska historieskrivningen är Husayns martyrdöd vid Karbala år 680, vilken ofta framställs som en närmast gudomlig sammandrabbning mellan det goda och det onda, där det onda segrade materiellt medan det goda segrade andligt. Kamran Scot Aghai har i en förklaring om ashuras symboliska mening nämnt att Husayn anses vara en förebild, eftersom han insisterade i att kämpa för ett högre ideal om rättvisa och fromhet och därmed segrade i Guds ögon. Man kan ana inslag av såväl dualism som zoroastrism i detta synsätt.
Slaget vid Karbala högtidlighålls varje år under de första tio dagarna i månaden muharram, och speciellt under ashura. Väntan på frälsning från förtryck, uppoffring och motstånd mot förtryckare är framträdande inom tolv-shiitisk islam. Det finns dock samtidigt stora likheter mellan sunnitisk och tolv-shiitisk islam, framför allt vad gäller grundläggande trossatser, de fem pelarna och till viss del också den religiösa rätten. Det senaste århundradet har båda sidor ansträngt sig för att avdramatisera skillnaderna.

## Galleri

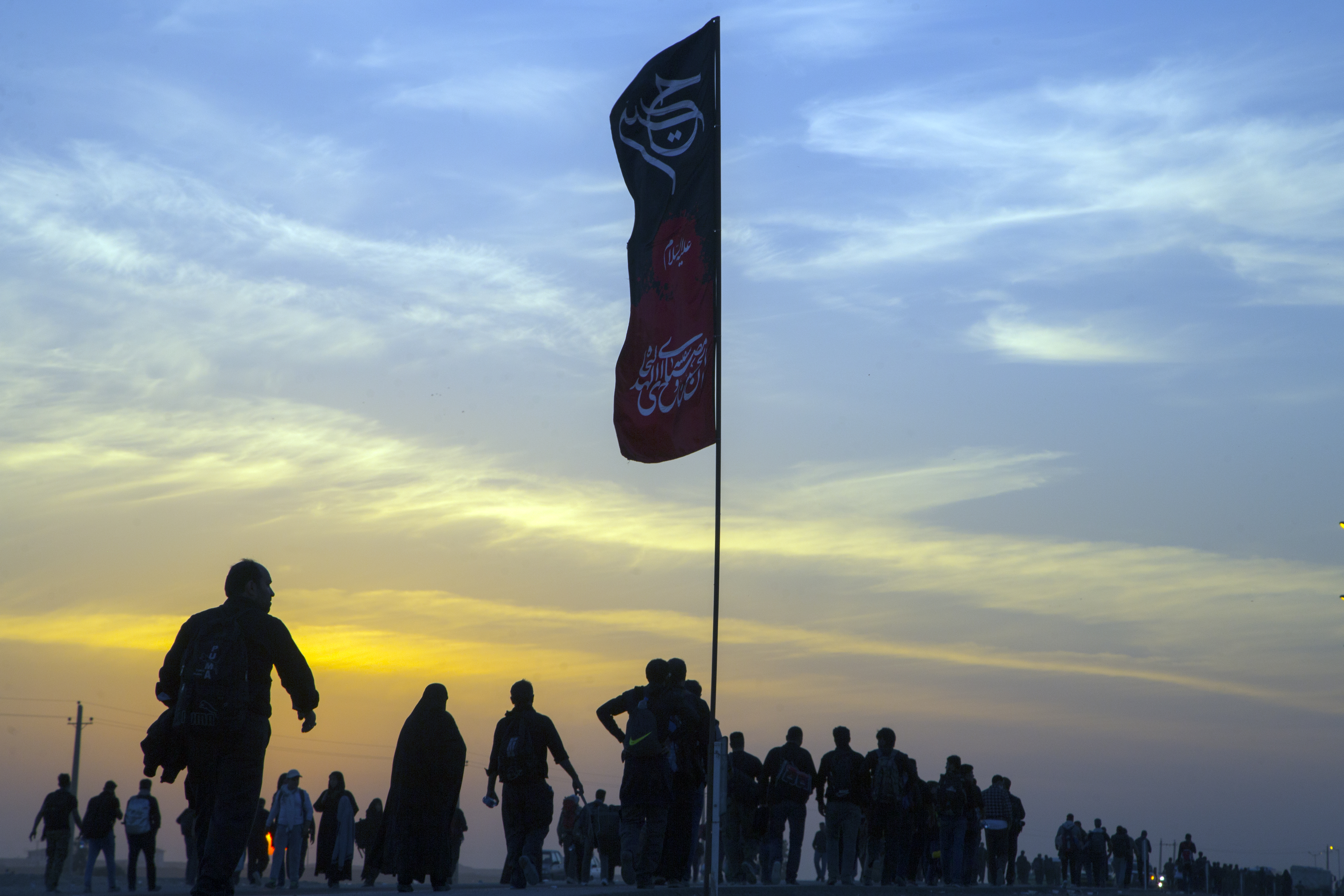
Shiamuslimsk pilgrimsvandring i Irak.
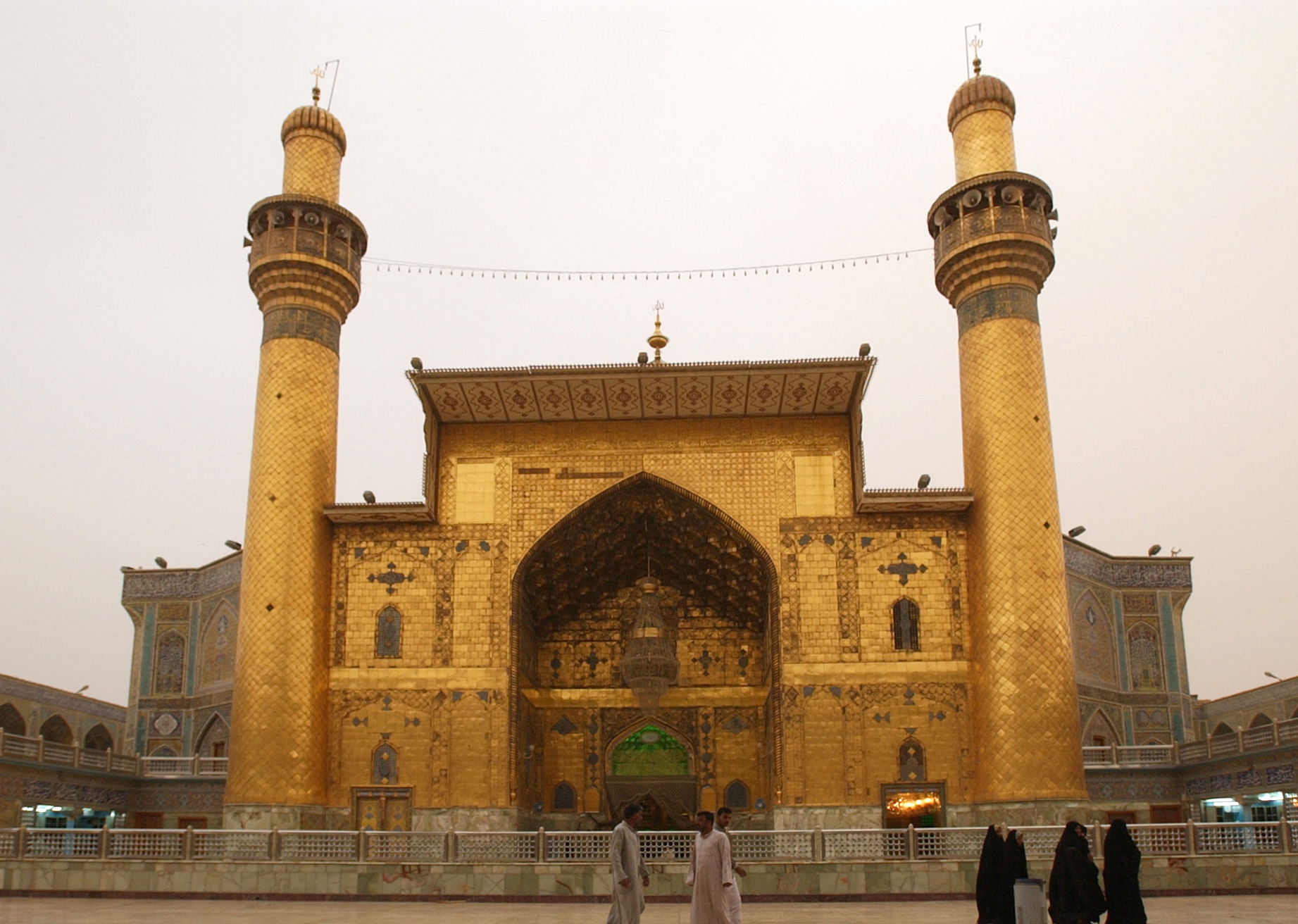
Den förste imamen Alis helgedom i Najaf.
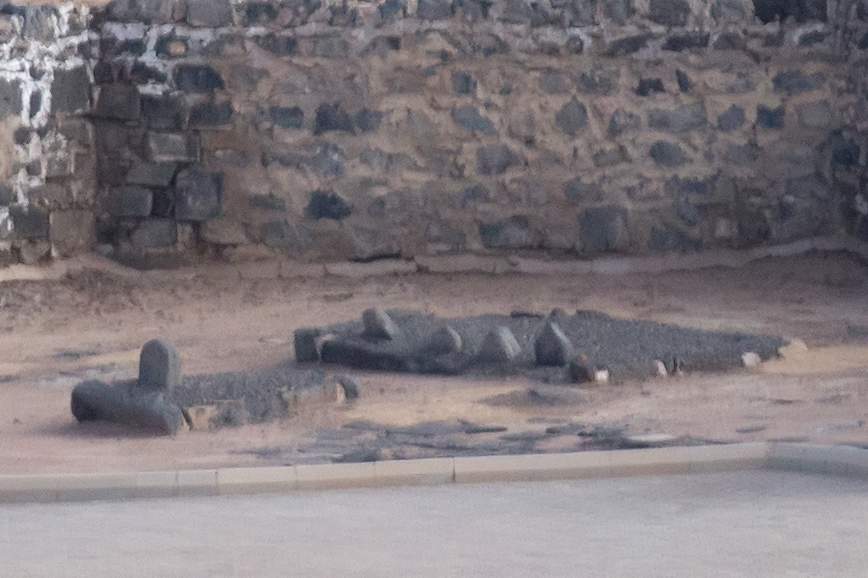
Den andra, fjärde, femte och sjätte imamens gravar i al-Baqi, Medina. Saudiarabien har demolerat deras helgedom.
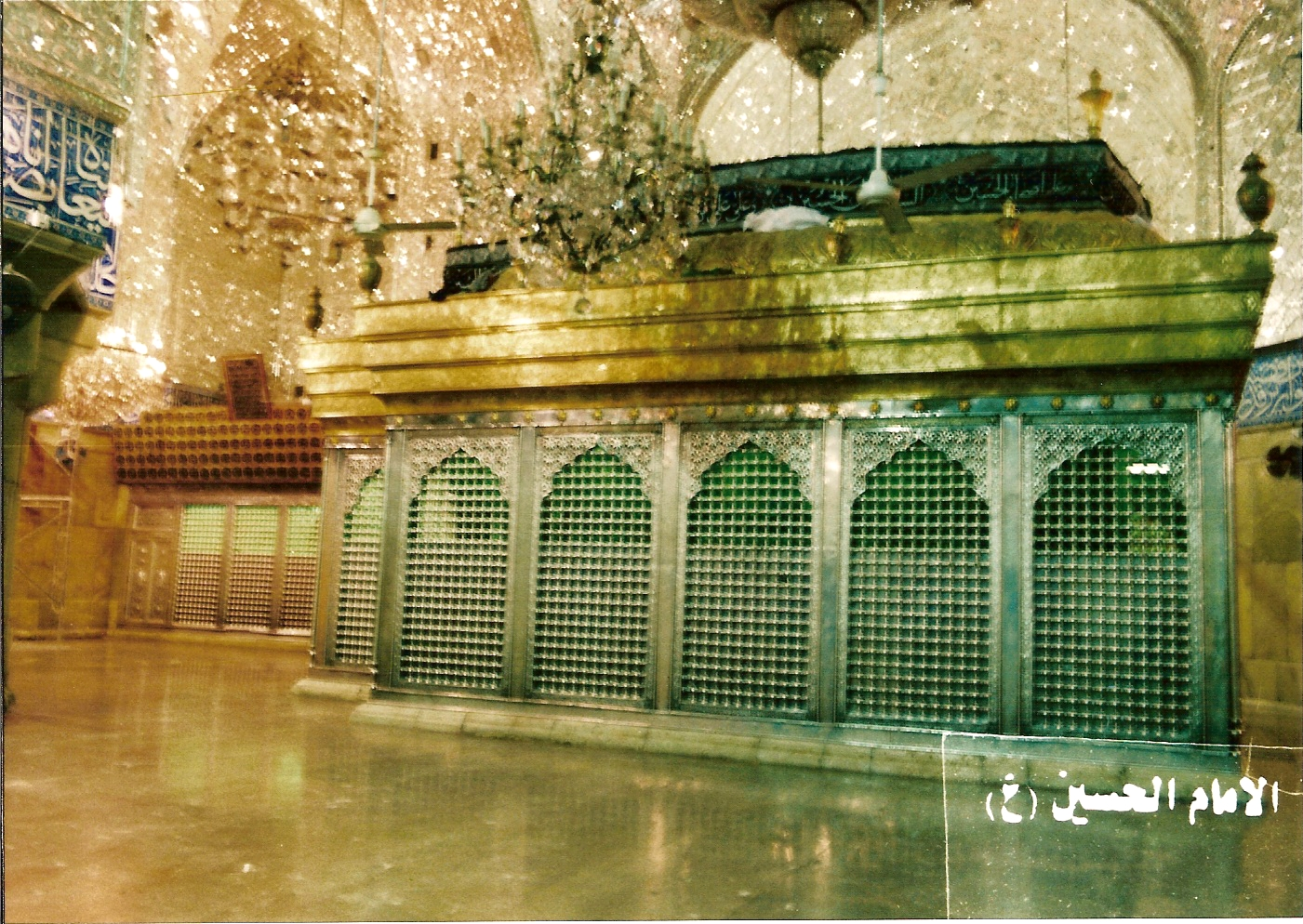
Inuti den tredje imamen Husayns helgedom i Karbala.
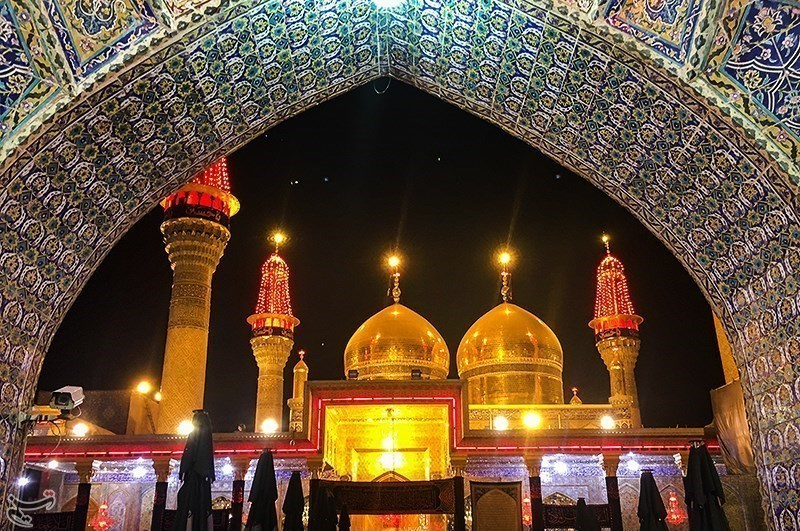
Den sjunde och nionde imamens helgedom i Bagdad.
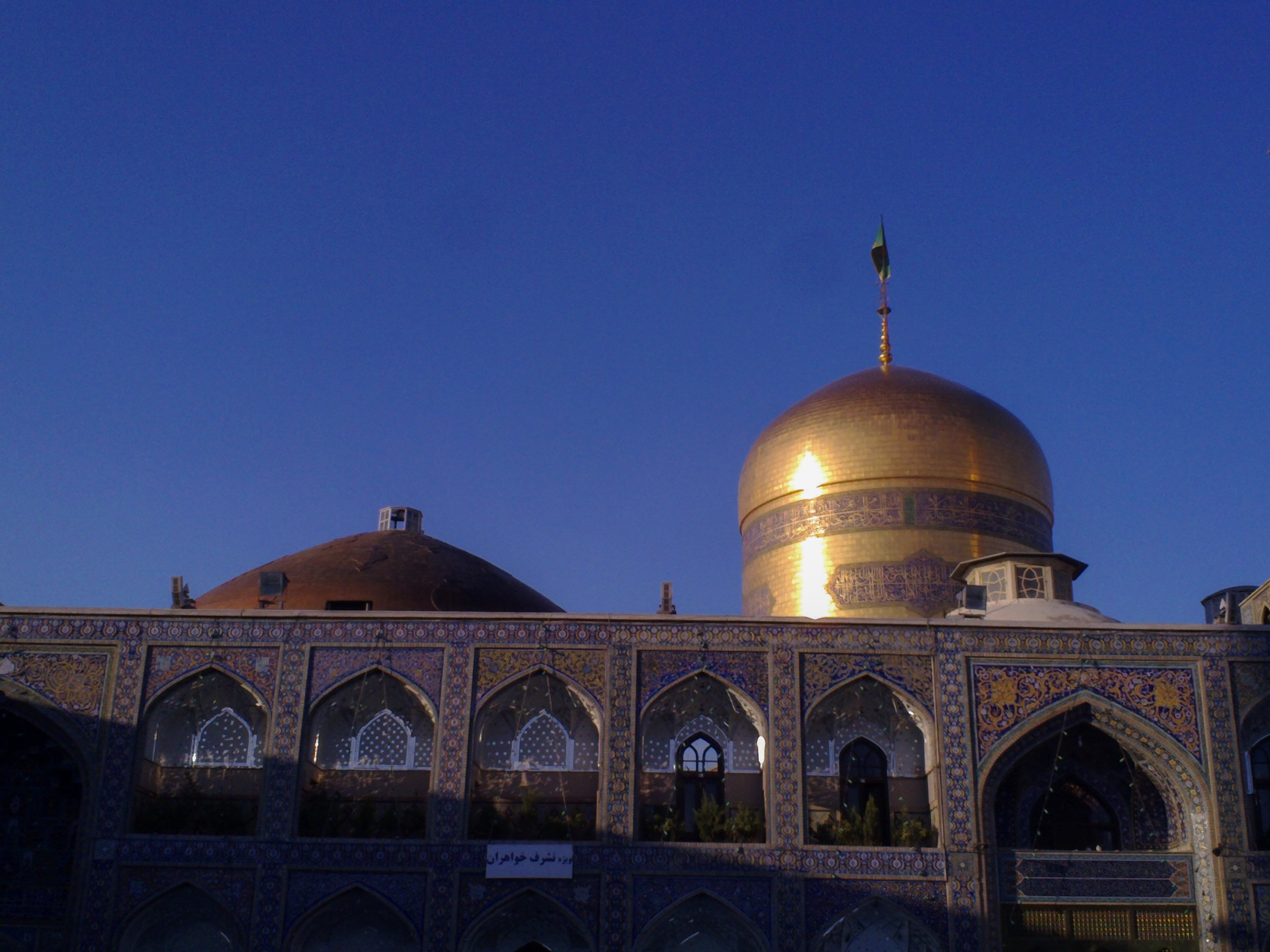
Den åttonde imamen Rezas helgedom i Mashhad.
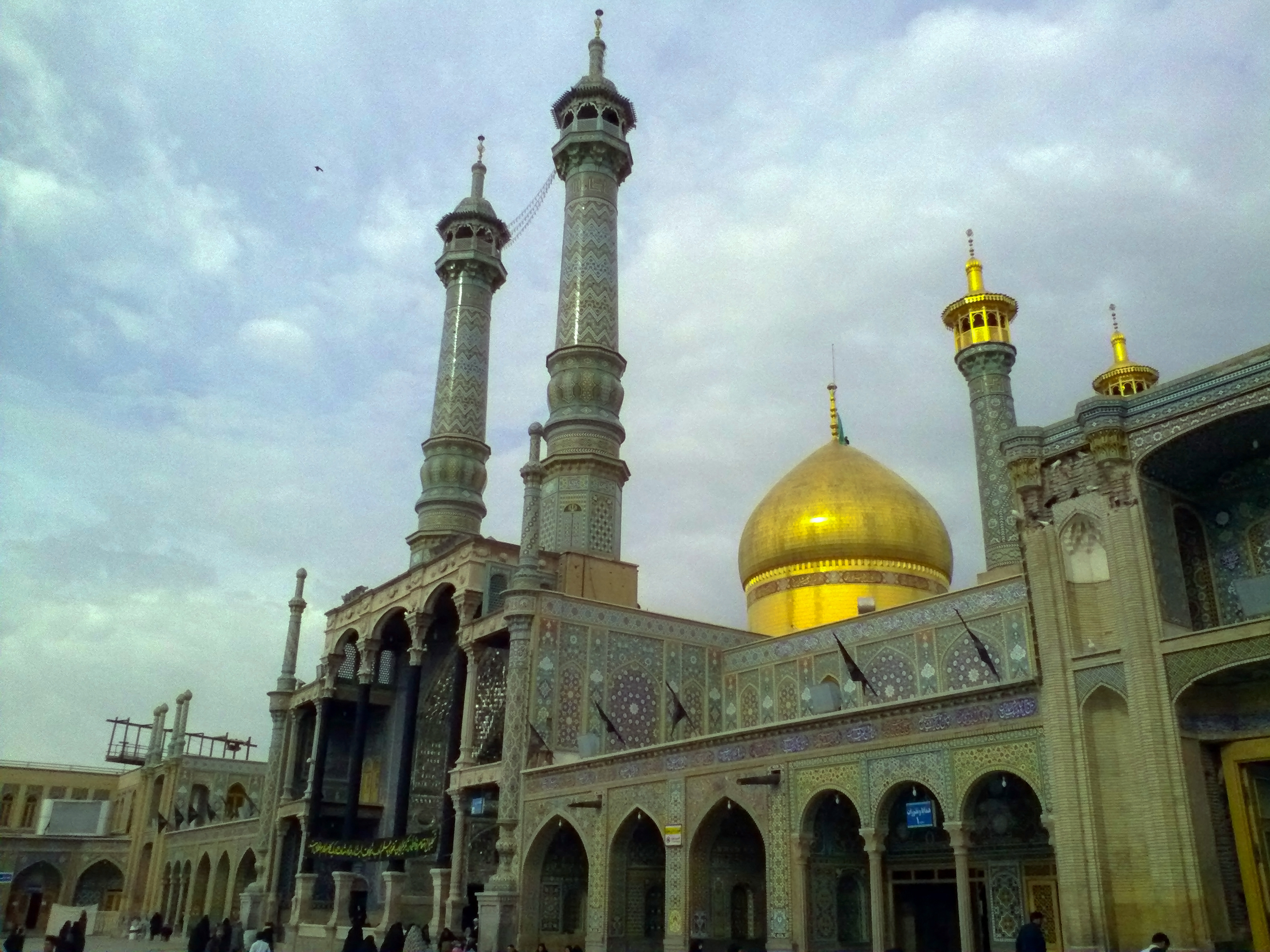
Den sjunde imamens dotter Fatima Masumas helgedom i Qom.
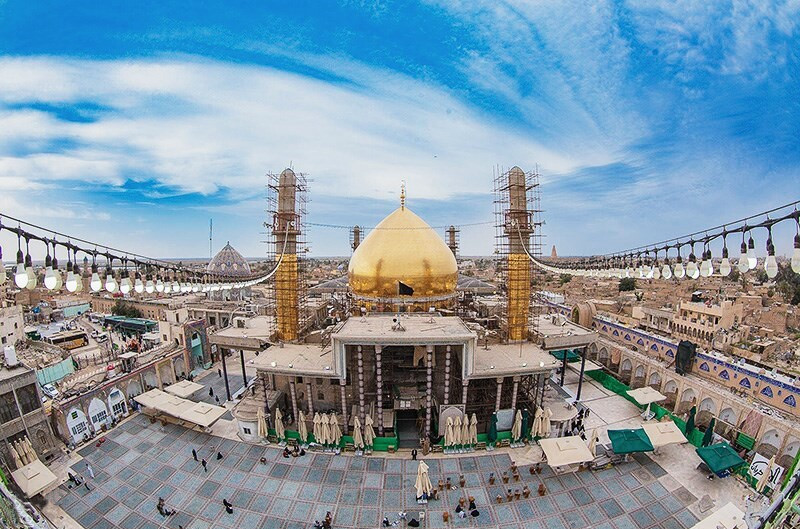
Helgedomen tillhörande den tionde och elfte imamen i Samarra, Irak.